# Сяо Шушэнь
Сяо Шушэнь (кит. трад. 蕭淑慎, упр. 萧淑慎) — бывшая тайваньская актриса и певица. Её успешная карьера началась с сотрудничества с известными сингапурскими музыкальными продюсерами — братьями Ли Сайсуном (кит. 李偲菘) и Ли Вэйсуном (кит. 李偉菘). Благодаря знакомству с ними певица подписала контракт с компанией Rock Records и продолжила обучение в Сингапуре. Параллельно с этим она часто появлялась в видеоклипах уже известных тайваньских и гонконгских музыкантов, таких как Джей Чоу и Энди Лау.
В 2005 году за роль в фильме «Одинокий цветок любви» актриса была номинирована на премию «Золотая лошадь». Однако уже в следующем году она была привлечена к суду за употребление наркотиков. С этого времени Сяо Шушэнь прекращает творческую деятельность. В мае 2011 года она в третий раз была привлечена к суду по той же статье. По решению суда актриса была осуждена на год и семь месяцев заключения в тайбэйской тюрьме. Была досрочно освобождена в июле 2012 года.